# 东沙站
东沙站是广州地铁10号线的一个车站，位于中国广东省广州市荔湾区东沙街道翠园路东沙路口西侧的地底，于2025年6月29日启用。

## 车站结构

### 车站楼层
本站共设有两层。其中地面为车站出入口，周边为翠园路、东沙路、广州国际医药展贸中心及邻近建筑；地下一层为站厅；地下二层为10号线站台。

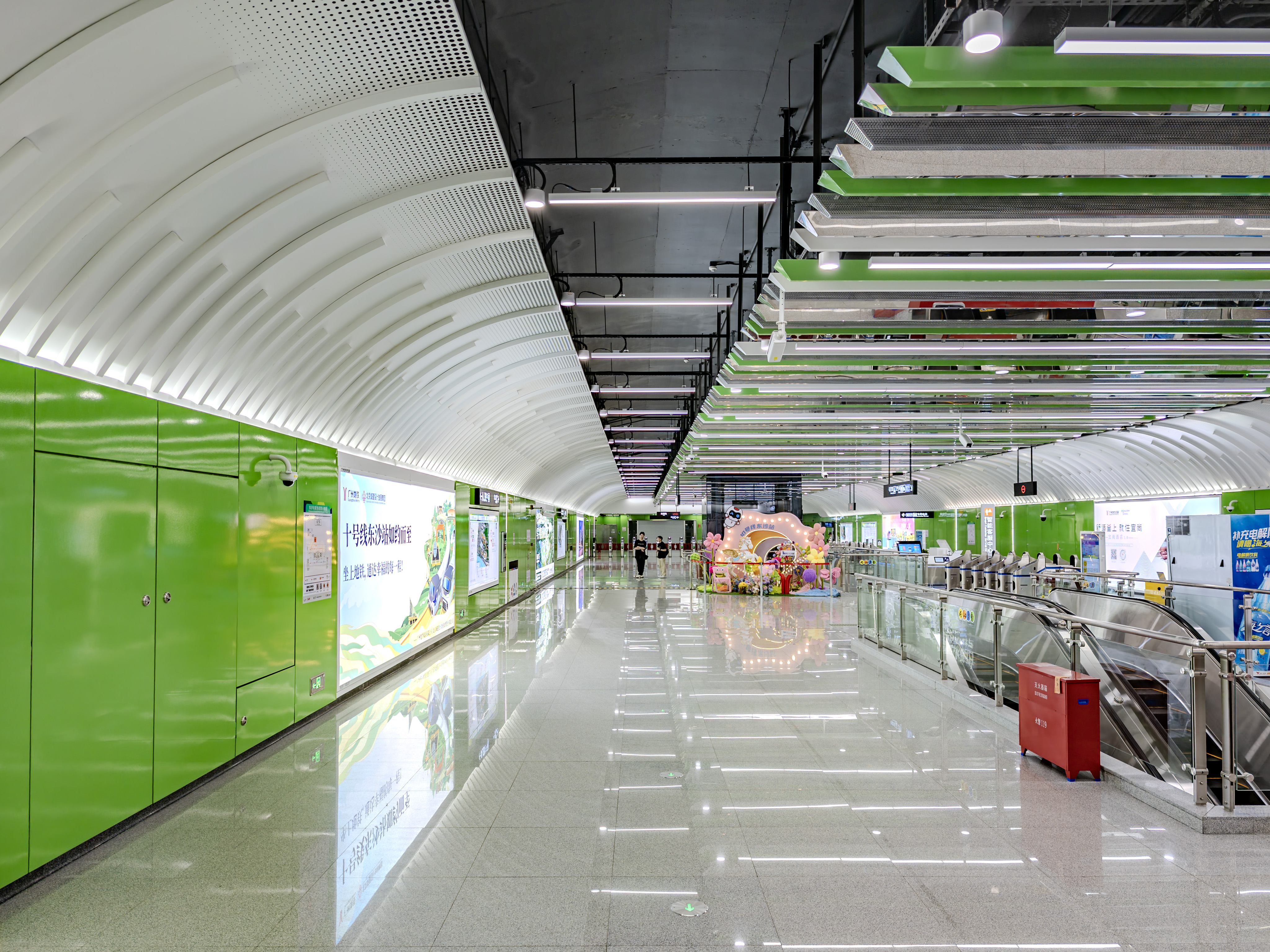
车站站厅

| 地下一层 | 站厅                       | 售票機、客服中心、商店、警务室、安检设施 |  |  |
| 地下二层 | 2 站台                     | █10号线 西塱方向（下站：花围）           |  |  |
|          | 岛式站台（卫生间、母婴室） |                                          |  |  |
|          | 1 站台                     | █10号线 杨箕东方向             |  |  |

### 站厅
东沙站站厅設有自动售票機及智能客務中心。站厅设有各类自助设施，自動體外去顫器设于车站控制中心旁。
为方便行人进出，东沙站站厅北侧被划为收费区，内有一台专用电梯、四条扶梯及一组楼梯连接月台。

### 站台
本站设有一个岛式站台，位于翠园路的地底。
另外，本站的卫生间及母婴室设于往花围方向的端头。

### 出入口
东沙站目前设有3个出入口供乘客进出。
|                                           |                                                       |      |          |                                                                            |
| 编号                                      | 设施                                                  | 照片 | 出口指示 | 建议前往的目的地                                                           |
| A                                         | 盲道标志 · 升降机标志 · 无障碍通道标志 · 扶手电梯标志 |      | 翠园路   | 健康方舟、广州国际医药港、广州健康港星河COCO Park 公交：东沙（健康港）总站 |
| B                                         | 扶手电梯标志                                          |      | 翠园路   |                                                                            |
| C                                         | 盲道标志 · 扶手电梯标志                               |      | 翠园路   | 黄沙水产中心                                                               |
| 註： 設有 \| 設有 \| 設有 \| 設有扶手電梯 |                                                       |      |          |                                                                            |

## 接驳交通
车站附近设有东沙（健康港）公交总站，可供乘客前往芳村大道南、广钢新城等地。
| 公交线路 \| 编号 \| 编号 \| 线路 \| 线路 \| 线路 \| 收费 \| 备注 \| \| ---- \| ---- \| ---------------------------- \| ---- \| ---------------------- \| ---- \| ---- \| \| \| 79 \| 洛溪新城（五湖四海渔人码头） \| ⇆ \| 东沙（健康港） \| 2元 \| \| \| \| 445 \| 东沙（健康港） \| ↺ \| 西塱（观赏鱼博览中心） \| 2元 \| \| |      |                              |      |                        |      |      |
| 编号 | 编号 | 线路                         | 线路 | 线路                   | 收费 | 备注 |
| | 79   | 洛溪新城（五湖四海渔人码头） | ⇆    | 东沙（健康港）         | 2元  |      |
| | 445  | 东沙（健康港）               | ↺    | 西塱（观赏鱼博览中心） | 2元  |      |

## 历史
东沙站是10号线建设进展最快的车站，于2019年6月26日动工，2020年4月主体围护结构完工；2021年7月28日主体结构封顶，成为10号线首座封顶车站。2024年12月30日，车站完成“三权”移交。
本站在规划和建设期间被命名为东沙站。2025年4月，广州市交通运输局公示10号线初定站名，本站拟继续沿用东沙的名称；由于本站位于沙洛村，而东沙街道办事处位处花围站旁，不少民众建议使用沙洛作为本站站名。最终在次月，当局以“命名指引不明晰”为由，未采纳相关建议，本站站名继续沿用东沙站。
2025年6月29日，本站随10号线首通段通车而正式启用。